# 大正製薬ホールディングス
大正製薬ホールディングス株式会社（たいしょうせいやくホールディングス、英語：TAISHO PHARMACEUTICAL HOLDINGS CO., LTD.）は、製薬会社を傘下に持つ持株会社である。

## 概要
2011年（平成23年）5月2日、大正製薬はグループ経営資源の効果的な配分と競争力強化を可能とするグループ体制の整備を図ることを目的に、単独株式移転による持株会社制に移行することを発表。同年10月に大正製薬の単独株式移転により、持株会社となる当社が設立された。
なお、大正製薬は、かつて2001年（平成13年）9月17日に田辺製薬（現・田辺三菱製薬）と、2002年（平成14年）4月1日を目途に両社の株式移転により共同持株会社「大正田辺ファルマグループ株式会社」を設立して事業統合することで基本合意し、「共同株式移転に関する覚書」を締結。しかしながら、経営統合による相互補完的なメリットや利益は存在するものの、事業再編の方針や人事・組織体制など基本的なインフラストラクチャーの相違があり、両社の特質と優位性を最大限に発揮することが難しいとの結論に至り、同年12月3日に事業統合が見送った経緯がある。

## 沿革
- 2011年
  - 5月13日 - 大正製薬株式会社が単独株式移転により持株会社制に移行すると発表[3]。
  - 9月28日 - 大正製薬が東京証券取引所市場第一部の上場を廃止。
  - 10月3日 - 単独株式移転により大正製薬ホールディングス株式会社（初代）を設立。大正製薬に替わり、当社が東京証券取引所市場第一部に上場[6]。
- 2012年1月4日 - グループ内の組織再編により、子会社の大正製薬が保有していた大正富山医薬品株式会社、富山化学工業株式会社、養命酒製造株式会社の全株式を現物配当により取得。これにより、大正富山医薬品が当社の子会社となる[7]。
- 2014年3月28日 - グループ内の組織再編により、子会社の大正製薬が保有していたビオフェルミン製薬株式会社の全株式を現物配当により取得し、当社の子会社とする[8]。
- 2018年7月31日 - 当社が保有していた富山化学工業の全株式を富士フイルムホールディングス株式会社へ譲渡し、反対に富山化学工業が保有していた大正富山医薬品の全株式を譲受。これにより、富山化学工業が当社の持分法適用会社でなくなるとともに、大正富山医薬品を完全子会社化した[9]。なお、富山化学工業は同年10月1日付で富士フイルムRIファーマ株式会社と合併し、富士フイルム富山化学株式会社に社名を変更した。
- 2019年4月1日 - 子会社の大正富山医薬品が富山化学工業の医療用医薬品の販売を富士フイルム富山化学へ移管、大正ファーマ株式会社へ商号変更。
- 2021年7月30日 - ビオフェルミン製薬を株式交換により完全子会社化[10]。
- 2024年
  - 1月19日 - MBO（経営陣が参加する買収）の一環として副社長の上原茂が代表取締役を務める大手門株式会社が株式公開買付け（TOB）を実施し、議決権所有割合ベースで73.12%の株式を取得[11][12]。
  - 3月18日 - 臨時株主総会において、株式併合（スクイーズアウト）を承認。後述日時での上場廃止が確定[13]。
  - 4月9日 - 上場廃止[14][15]。
  - 4月11日 - 株式併合により大手門株式会社の完全子会社となる[14]。
  - 7月1日 - 大手門株式会社が大正製薬ホールディングス株式会社（初代）を吸収合併し、大正製薬ホールディングス株式会社（2代）に商号変更。上原明代表取締役社長が退任し、明の長男である上原茂が代表取締役社長に就任[2][16]
- 2025年3月21日 - 養命酒製造の保有全株式を湯沢株式会社に譲渡した。これに伴い、養命酒製造との資本・業務提携を解消した[17][18]。

## 主な国内グループ会社
※全て株式会社
- 大正製薬（完全子会社）
  - トクホン（2012年7月に株式交換により完全子会社化）
  - 大正製薬物流サービス - 物流関係及びイベントの企画・製作・運営
  - 大正エム・ティ・シー - 医薬品原料・医薬部外品原料の製造販売
  - 目白興産 - 不動産の賃貸・管理・保有・及び運用、従業員への福利厚生など（2012年7月に目白不動産が大正厚生サービス株式会社を合併し、商号変更）
  - 大正アクティブヘルス - 健康食品、医薬部外品及び化粧品の供給
  - 下田セントラル - ホテル運営の受託
  - 沖縄大正製薬 - 沖縄県での医薬品などの販売
- ビオフェルミン製薬（完全子会社）
- 大正ファーマ（完全子会社）

### 過去のグループ会社
- 富山化学工業（持分法適用会社。2018年7月保有する全株式を富士フイルムホールディングスに譲渡。現・富士フイルム富山化学。）
- 養命酒製造（持分法適用会社。2025年3月保有する全株式を譲渡。）